# De la Concorde (métro de Montréal)
Pour les articles homonymes, voir Concorde.
De la Concorde est une station de la ligne orange du métro de Montréal située dans le quartier Laval-des-Rapides à Laval, près de Montréal dans la province de Québec au Canada.
La station fait partie du projet de prolongement du métro vers la ville de Laval qui aboutit à sa mise en service en 2007. Elle permet notamment la correspondance avec le train de banlieue de la ligne 12 Saint-Jérôme.

## Situation sur le réseau
Établie en souterrain, la station De la Concorde est située sur la ligne orange du métro de Montréal, entre la station Cartier, en direction de la station terminus Côte-Vertu, et la station terminus Montmorency.

## Histoire
La station De la Concorde, est mise en service le 28 avril 2007. Elle est due au cabinet d'architecture Martin et Marcotte. Elle doit son nom au boulevard de la Concorde situé à proximité, lui-même inspiré de la place de la Concorde à Paris. La station fut nommée en préfixant « de la » afin qu'aucune confusion n'intervienne avec la station Guy-Concordia de la ligne verte.
Sur les plans initiaux du prolongement du métro à Laval, seulement deux stations, Cartier et Montmorency, étaient prévues. Toutefois, la station de la Concorde fut ajoutée afin de permettre aux usagers du train de banlieue de l'AMT de se rendre directement au centre-ville via la ligne orange. Puisque 60 % des trains terminent leur trajet à proximité de la ligne bleue (station Parc), deux transferts étaient donc nécessaires pour joindre le centre-ville. La station de la Concorde est d'ailleurs principalement utilisée par les usagers de ce train de banlieue.

## Services aux voyageurs

### Accès et accueil
La station dispose d'un seul édicule situé au 1250, avenue Léo-Lacombe près de l'intersection du boulevard de la Concorde Ouest et de la rue Ampère. Bien que dans le même édicule, la sortie vers le boulevard de la Concorde porte le numéro 1200, boulevard de la Concorde Ouest. 
Cet édicule comporte deux sorties, soit celle vers la gare de la Concorde de la ligne Saint-Jérôme et un stationnement incitatif relié à l'avenue Léo-Lacombe puis celle donnant sur le boulevard de la Concorde Ouest en utilisant une passerelle jusqu'au trottoir. Cet édicule contient un ascenseur pour les personnes à mobilité réduite.

### Desserte
Aux heures de pointe, la station de la Concorde, tout comme les deux autres stations lavalloises, ne sont desservies que par une rame de métro sur deux, les autres rames débutant ou terminant leur parcours à la station Henri-Bourassa.

### Intermodalité
La station de la Concorde est intermodale : il y est donc possible de correspondre avec le réseau de train de banlieue de Montréal, exploité par Exo, soit la gare de la Concorde située sur la ligne Saint-Jérôme.

#### Autobus de jour
Trois lignes de la Société de transport de Laval (STL) desservent la station. {| class="wikitable"
|-
! Circuit
! Destinations
! Tracé
! Horaires
|-
| 33
| Métro Montmorency – Métro Cartier
| Tracé
| Horaires
|-
| 37
| Chomedey – Métro Cartier
| Tracé
| Horaires
|-
| 42
| Saint-François – Terminus Le Carrefour
| Tracé
| Horaires
|}

#### Autobus de nuit
Une ligne de nuit de la STL, la seule du réseau, dessert la station.
| Circuit | Destinations                             | Tracé | Horaires       |
| ------- | ---------------------------------------- | ----- | -------------- |
| 2       | Métro Henri-Bourassa – Métro Montmorency | Tracé | [PDF] Horaires |

## L'art dans la station
De la Concorde dispose d'un œuvre, permanente, située en extérieur, due à l'artiste Yves Gendreau en 2007. Intitulée Nos allers-retours, composée de mâts en acier inoxydable supportant un entrelacement de tuyau, certains étant peints orangé, bleu, vert, jaune ou violet. Ces couleurs représentants les lignes du métro et la ligne des trains de banlieue.

Nos allers-retours, Yves Gendreau
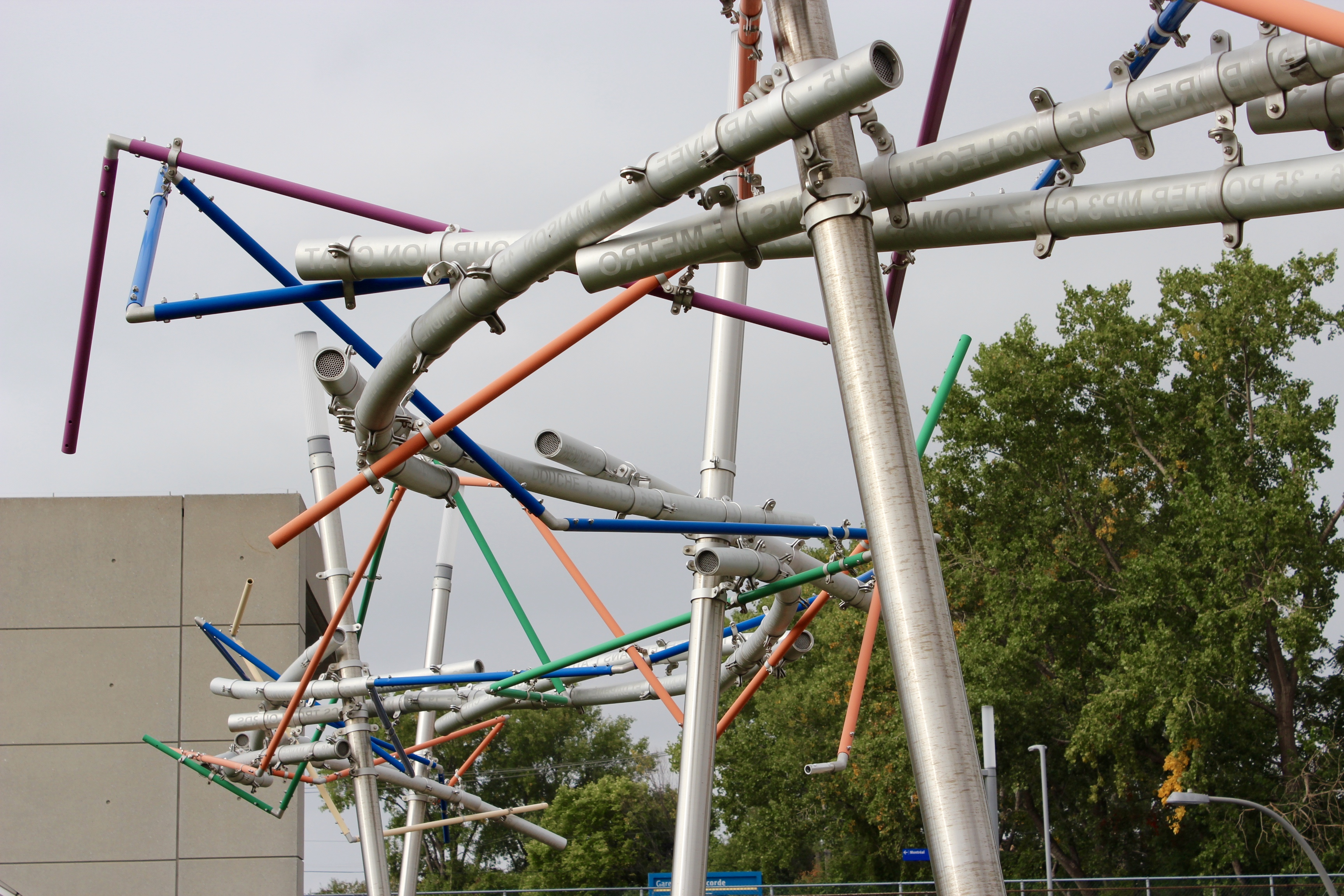
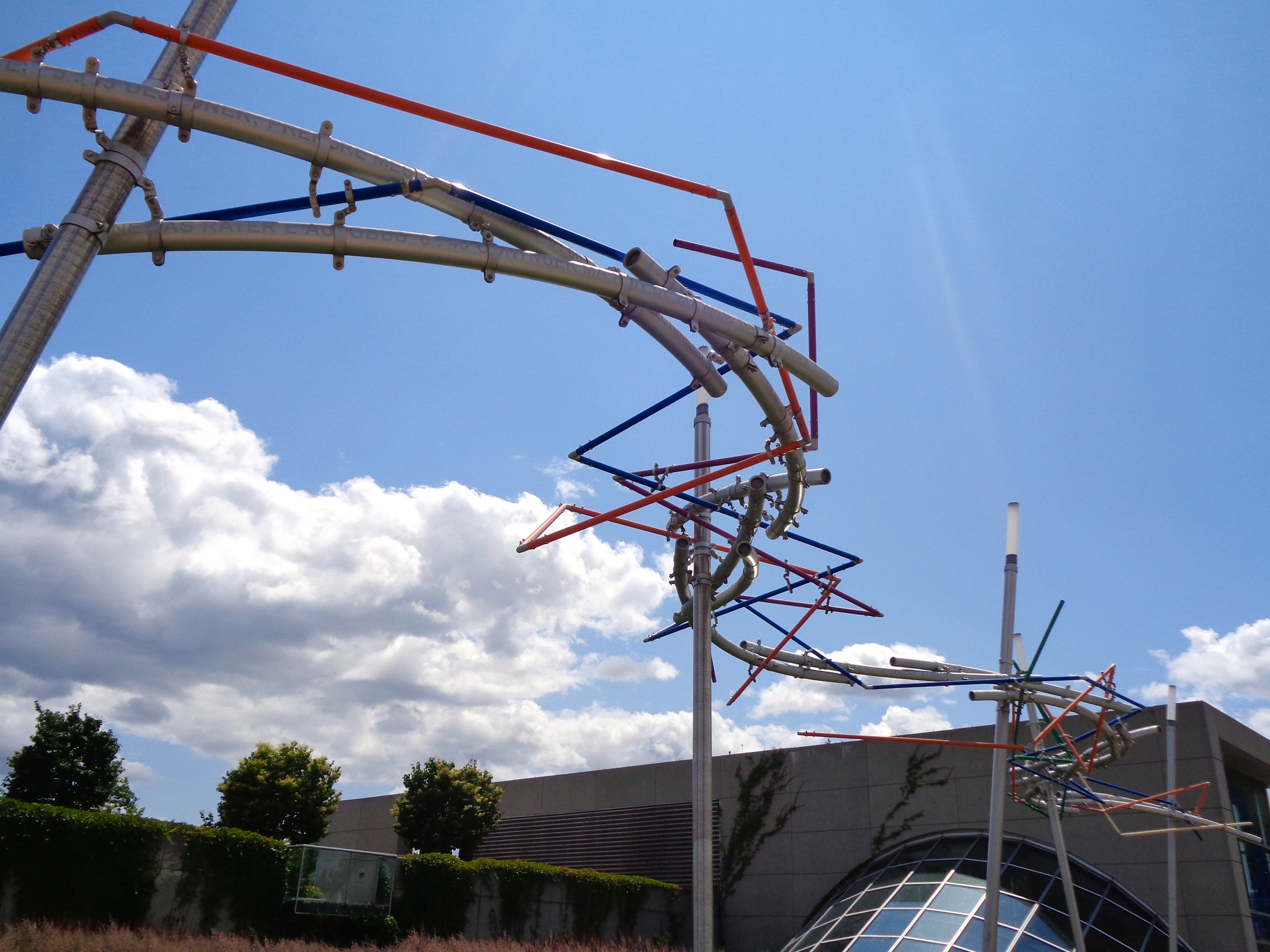